# Trovanje gljivama
Micetizam, odnosno trovanje gljivama, su štetni efekti unošenja otrovnih supstanci koje postoje u gljivama. Ovi simptomi mogu varirati od neznatnog bola u trbuhu do smrti. Trovanje gljivama je obično rezultat konzumiranja divljih gljiva zbog zamene sa nekom jestivom vrstom. Najčešći razlog ovoj zameni je velika sličnost po boji i generalnoj morfologiji otrovnih i jestivih gljiva.
Kada govore o otrovima iz gljiva ljudi najčešće misle na one najopasnije - smrtno otrovne. Nisu svi toksini iz gljiva podjednako štetni, za ljudski organizam, a pogotovo nisu gljive, u kojima je toksin izolovan, obavezno smrtno otrovne. Treba imati na umu da je reakcija ljudskog organizma na otrovnost gljiva, često, sasvim individualna reakcija na ono što smo pojeli. Puževi i crvi, a  često i krupna stoka, slobodno jedu i veoma otrovne gljive, bez ikakvih posledica. Na primer otrovi koji napadaju krv, jetru i bubrege kod čoveka, na puževe uopšte ne deluju, zato što oni nemaju navedene organe i tkiva. Znači možemo da kažemo da šta je i za koga i koliko otrovno, to zavisi od niza okolnosti. Zato je prvi savet amaterima: " Upoznajte dobro otrovne gljive ali se nemojte ugledati na životinje koje ih jedu, možete sebe navesti na krivi put ". A poznavanju otrovnih vrsta gljiva, nužno mora da prethodi poznavanju jestivih vrsta. Čak i veoma iskusni gljivari se ponekad otruju.
Alergijske reakcije na gljive, kao i reakcija na pokvarene gljive ili trovanje gljivama sakupljenim na zagađenom tlu takođe su vid trovanja gljivama i mogu izazvati izuzetno jake simptome i snažne stomačne probleme. Ipak oni nisu razlog da gljivu koja je izazvala takvu reakciju svrstamo među otrovne.
Pošto je broj toksina (otrova) u gljivama istinski ogroman,  dostupna literatura se bavi najviše onim materijama,  simptomima  koje  izazivaju  i  gljivama  koje  ih  sadrže, koje se najčešće sreću u praksi. Suprotno  nepisanom  pravilu  u  toksikologiji,  kod  trovanja  gljivama  se  smatra  da  je  opasnost  veća  ukoliko  od  konzumiranja  gljive  do  prvih  simptoma  protekne više  vremena. Na  osnovu  toga  mi  i  razlikujemo  sindrome,  tj.  skupove  simptoma  u  odnosu  na  vreme  do  javljanja prvih znakova trovanja.
Sve otrovne gljive možemo podeliti u nekoliko kategorija, rukovodeći se različitim kriterijumima. Navešćemo ovde ukratko nekoliko osnovnih sindroma trovanja i to po stepenu njihove uslovne toksičnosti. S obzirom na posledice koji toksini ostavljaju na naš organizam mogli bismo ih podeliti na: blago toksične, srednje toksične i veoma toksične.  Važan je i način pripreme i kao i to da otrovnost nekih vrsta izgleda varira po geografskoj lokaciji i povećava potencijal trovanja, čak i kod tačno identifikovanih gljiva.

## Verovanja
Postoje mnoga verovanja kod određivanja koja je gljiva otrovna, a koja nije. Takva definicija ne postoji, i ne bi se smele određivati gljive na osnovu takvih praznoverja. Sleđenje takvih praznovjerja je čest uzrok trovanju. Neki primeri takvih besmislenih „pravila” su:
- „Otrovne gljive su svetlih boja.” — Mnoge jestive vrste (blagva i slične) su jestive iako su svetlih boja, a neke poput otrovne zelene pupavke su zelenkastobele boje.
- „Insekt/životinje će izbegavati otrovne gljive.” — Gljive koje ne mogu nauditi beskičmenjacima mogu biti štetne za ljude. Larve nekih insekata se hrane otrovnim gljivama. Takođe, životinje ne znaju uvek da izbegnu otrovne gljive.
- „Otrovne gljive pocrne sa srebrom.” — Nijedna poznata otrovna gljiva ne pocrni sa srebrom.
- „Otrovne gljive su lošeg okusa.” — Ljudi koji su pojeli smrtonosnu zelenu pupavku kažu da je bila dobrog okusa.
- „Sve gljive su jestive ako se skuvaju/isprže/isuše/ukisele itd.” - Iako je istina da neke otrovne gljive mogu biti bezbedne za upotrebu ako se pravilno pripreme, mnoge je druge nemoguće osloboditi otrova. Na mnoge otrove u gljivama toplota ne deluje.
- „Otrovne gljive će postati ružičaste kad ih se prokuvaju.”[6] — Mnoge izbeglice iz Laosa su završile u bolnici nakon što su sledili ovo praznoverje. Ono je barem jednu osobu koštalo života.[7][8]
- „Otrovne gljive imaju zašiljen klobuk. Jestive imaju ravan, okrugao klobuk.” - Oblik klobuka uopšte ne pokazuje jestivost gljive.

## Sindromi trovanja gljivama
Naravno, postavlja se praktično pitanje: kako uopšte ustanoviti kojom se vrstom gljiva čovek otrovao? Blago toksične gljive uslovno mogu izazvati, u zavisnosti od toksina koji se u njima nalazi: alergijski, gastrointestinalni i psihosomatski sindrom trovanja.
Od navedenih, najblaži vid trovanja predstavlja alergijska reakcija, na određenu vrstu gljiva. Ona može biti čisto individualne prirode i varirati od čoveka do čoveka, kao što može biti izazvana i najrazličitijim vrstama gljiva. Ove toksikacije ne ostavljaju nikakve posledice na organizam, nakon što simptomi prođu. Jednom stečena alergija na gljive uopšte ili samo na pojedine vrste, ostaje trajno. Ovde spada i antabusni sindrom, koga izazivaju gljive iz roda đubretarki ( coprinus ), ukoliko se gljive konzumiraju uz alkohol.
Siptomi gastrointestinalnog sindroma se ispoljava nakon 15 minuta od konzumiranja gljiva. To su: mučnina, glavobolja, povraćanje i proliv, mogu ga izazvati otrovni šampinjoni ( Agaricus xanthodermus ), zavodnica (Omphalotus olearius ), ali i mnoge od uslovno jestivih gljiva, ako nisu dovoljno termički obrađene ( npr. smrčci - Morchella spp.). Trovanja uglavnom prolaze bez većih posledica. Retko se javljaju oštećenja bubrega.
Psihosomatski sindrom se javljaju u roku 15 minuta do 2 sata od konzumiranja gljiva. Tu spadaju razne vrste koje deluju na nervni sistem izazivajući različite halucinacije. Izazivaju ih iz rodova Mycena, Stropharia, Psilocibe, Panealus, a njihovom trajnom upotrebom kao narkotičkih sredstava oštećuju se pojedini delovi 
centralnog nervnog sistema.
Muskarinski , panterinski giromitrinski sindrom trovanja javljaju se kao posledice konzumiranja srednje toksičnih gljiva. Simptomi trovanja muskarinskog i panterinskog se javljaju u intervalu od 30 minuta do 4 sata nakon jela. Osim na digestivni trakt, oba imaju dejstvo na centralni nervni sistem. Muskarinom su bogate gljive iz roda Clitocybe i Inocybe. Smatra se da aktivnost muskarina proizilazi iz njegove strukturne sličnosti sa acitelholinom, kOji prenosi impulse s nervnih završetaka na receptore ostalih živaca, mišića i ćelije žlezda. Muskarin deluje na umrtvljenje nervnog tkiva, dovodi do pospanosti, a veće količine izazivaju komu. Po hemijskom sastavu ovaj toksin je jonsko jedinjenjederivata furana i kvaternarne amonijum soli, što je razlog zbog koga se ova supstanca dosta dobro rastvara u vodi i zato je (kao otrov) izrazito nezgodna kada dospe u organizam i kada je treba izbaciti.
Panterinski sindrom trovanja izazivaju ibotenska kiselina i muskimol koji se javlja kao njen sekundarni produkt, koji nastaji dekarboksilacijom ili uz pomoć fotosintetskih reakcija. Ovi otrovi deluju na motoričke centre našeg organizma - na fiziološke i psihološke pojave. Oni su prisutni u mnogim toksičnim vrstama iz roda Amanita . Najveća njihova koncentracija je u panterovki (Amanita pantherina), zatim u muhari (Amanita muscaria) i još nekim sličnim vrstama.
Kod giromitrinskog sindroma prvi simptomi trovanja se javljaju u periodu od 5 do 48 sati od konzumiranja gljiva. Giromitrin je kumulativni otrov, taloži se u našoj jetri. Hrčke ili moždanice (Giromitra spp) je moguće konzumirati više puta tokom života dok se prvi simptomi u opšte pojave. Simptomi počinju digestivnim smetnjama, zatim dolazi do psihičkih smetnji, gubitak mišićne kontrole, groznice i na kraju oštećenja bubrega i jetre, što može dovesti do smrtnog ishoda. Prema navodima Kendrick - o(2000) ovaj sindrom je odgovoran za 2-4% od ukupnog broja trovanja gljivamа.Veoma toksične gljive izazivaju faloidinski i orealinski sindrom trovanja. U oba slučaja prvi simptom se javlja od 4 - 48 sati nakon jela. Dolazi do teških oštećenja jetre i bubrega. Trovanja se u najvećem broju slučajeva završavaju smrtnim ishodom. Preživeli ostaju trajno na hemodijalizi.
Faloidinski sindrom izazivaju zelena pupavka (Amanita phlalloides), bela pupavka(Amanita verna), i  male i srednje vrste iz roda lepiota.
Orelanski sindrom je svojstven većini vrsta iz roda koprenki (Cortinarius), a najveća koncentracija ovog podmuklog otrova je u crvenjači (Cortinarius orellanus).

## Otrovi i njihovi simptomi
Postoje razni toksini sa specifičnim, a ponekad smrtonosnim efektima:
- Alfa-amanitin (smortonosan: izaziva oštećenje jetre nakon jednog do tri dana nakon konzumacije). Tokom 6-12 sati nema simptoma, zatim sledi bol u želucu (povraćanje i obilan, vodeni proliv). Ovaj stadijum je prvenstveno uzrokovan falotoksinima[12] i tipično traje 24 sata. Na kraju tog drugog stadijuma počinju da se javljaju ozbilja oštećenja jetre. Ta oštećenja se nastavljaju još 2–3 dana. Isto tako dolazi do oštećenja bubrega. Kod nekih pacijenata će biti neophodan transplant jetre.[13] Amatoksini su prisutni u nekim gljivama roda Amanita, a isto tako se javljaju i u nekim vrstama Galerina i Lepiota.[14] Smrtnost je između 10 i 15 posto.[15] Nedavno je da Silybum marianum ili Gujina trava može da štiti od jetru od toksina amanite i da promoviše ponovni rast oštećenih ćelija.[16][17]
- Falotoksin (izaziva nadražaje u stomaku) – nalazi se u gljivama roda Amanita, kao i alfa-amanitin.
- Orelanin (smrtonosan: izaziva prestanak rada bubrega 3 nedelje nakon konzumacije) – nema simptoma 3-20 dana nakon konzumacije, propadanje bubrega počinje oko jedanaestog dana,[12] a do dvadesetog su simptomi vidljivi. Povraćanje, zamor, bol u području bubrega, žeđ, glavobolja i umor su simptomi. Nekoliko vrsta veoma velikog roda Cortinarius sadrže ovaj toksin. Osobe koje su konzumirale pečurke koje sadrže orelanin isto tako mogu da dožive rene simptome, pošto pečurke često sadrže i druge toksine.[18] Srodni toksin koji uzrokuje slične simptome u toku 3–6 dana je bio izolovan iz Amanita smithiana i nekih drugih srodnih toksičnih Amanita.[19]
- Muskarin (ponekada smrtonosan: može izazvati prestanak rada disajnih organa) – znojenje, salivacija, suzenje očiju, zamagljen vid, palpitacije, otežano disanje. Muskarin stimuliše muskarinske receptore nerva i mišića.[20] Muskarin je prisutan u pečurkama roda Omphalotus, a posebno zavodnicama. Takođe je prisutan u A. muscaria, mada je sad poznato da je glavni učinak ove pečurke uzrokovan ibotenskom kiselinom. Muskarin se isto tako može naći u nekim Inocybe i Clitocybe vrstama, a posebno Clitocybe dealbata, i nekim Boletes crvenih pora.[14]
- Giromitrin (smrtonosan: izaziva neurotoksičnost, nadražaj želuca i uništavanje krvnih zrnaca) - delirijum, gubitak koordinacije, povraćanje, anemija.
- Koprin (izaziva mučninu kad se konzumira sa alkoholom) – mučninu može izazvati konzumacija alkohola kratko nakon konzumacije gljive. Povraćanje, glavobolja, slabost.
- Ibotenska kiselina i muskimol (halucinogen) – povraćanje, zbunjenost, pospanost. Simptomi se obično pojave 30 minuta do 2 sata nakon konzumacije. To stanje traje nekoliko sati.
- Psilocibin i psilocin (halucinogen) – euforija, razna priviđenja, strah, zbunjenost. Simptomi se obično pojave nedugo nakon konzumacije.
- Arabitol (izaziva iritacije u stomaku kod nekih ljudi) - ne može naštetiti, samo neki ljudi osete nadražaje u stomaku.
- Bolesatin, otrov nađen u gljivi
- Ergotamin (smrtonosan: utiče na vaskularni sistem i može dovesti do gubitka udova i smrti) - otrov nađen u gljivama roda Claviceps.

## Postupci u slučajevima trovanja gljivama
Početni simptomi trovanja u bilo kom slučaju su uglavnom slični. Svako trovanje  počinje sa stomačnim tegobama ( mučnina, vrtoglavica, bolovi u abdomenu i dijareja).
1. Kod svih navedenih sindroma trovanja koji napadaju jetru i bubrege važno je što pre stići do doktora.
2. U retkim slučajevima, kada ne dođe do povraćanja, treba ga izazvati ili uz pomoć prstiju ili rastvorom kuhinjske soli u mlakoj vodi.
3. Da bi se utvrdio uzrok trovanja potrebno je sačuvati sve ostatke hrane kao i ispovraćani sadržaj i stolicu. Jedino iskusni stručnjaci u toj oblasti mogu na osnovu sačuvanog materijala odrediti koja je gljiva izazvala sindrom i na taj način pomoći i lekarima prilikom lečenja pacijenata.
4. U tu svrhu treba napraviti listu lokalnih eksperata, mikoloških društava i univerzitetskih laboratorija koje bi mogle u takvim slučajevima pružiti pomoć.

Opšti principi tretmana trovanja gljivama podrazumevaju najbržu moguću eliminaciju otrova, dok tretman za odgovarajući slučaj mora podleći specifičnoj proceduri. Na primer kod muskarinskog sindroma za tretman se koristi ATROPIN koji se dobija iz otrovne biljke velebilje (Atropa belladonna). U svakom slučaju otrovanog treba što pre prebaciti u odgovarajuću zdravstvenu instituciju, jer što se ranije preduzme lečenje, to su izgledi na preživljavanje veći..

## Spoljašnje veze

#### Гљиварска удружења у Србији
- Миколошко друштво Србије
- Гљиварско друштво Ваљево
- Гљиварско друштво Шумадија
- Миколошко друштво "Југ" из Власотинца
- Гљиварско друштво Нови Сад

#### Гљиварске манифестације у Србији
- Први гљиварско-гастрономски фестивал у Србији Архивирано на веб-сајту  (3. април 2019)
- Дани гљива у Ћуприји
- Сусрети гљивара Архивирано на веб-сајту  (3. април 2019)